# Meridiano 144 E
O meridiano 144 E é um meridiano que, partindo do Polo Norte, atravessa o Oceano Ártico, Ásia, Oceano Pacífico, Australásia, Oceano Índico, Oceano Antártico, Antártida e chega ao Polo Sul. Forma um círculo máximo com o Meridiano 36 W.
Este meridiano é considerado como a fronteira entre o Oceano Índico e o Oceano Pacífico.
Começando no Polo Norte, o meridiano 144 Este tem os seguintes cruzamentos sucessivos:
| País, território ou mar | Notas |
| ----------------------- | --- |
| Oceano Ártico           | |
| Rússia                  | Iacútia - Ilha Kotelny |
| Oceano Ártico           | Mar Siberiano Oriental |
| Rússia                  | Iacútia Krai de Khabarovsk |
| Mar de Okhotsk          | |
| Rússia                  | Oblast de Sacalina - Ilha Sacalina |
| Mar de Okhotsk          | |
| Japão                   | Ilha de Hokkaidō |
| Oceano Pacífico         | Passa a leste do atol Woleai, Estados Federados da Micronésia · Passa a oeste das Ilhas Ninigo, Papua-Nova Guiné · Passa a oeste das Ilhas Schouten, Papua-Nova Guiné |
| Papua-Nova Guiné        | |
| Oceano Pacífico         | Mar de Coral, passa a leste da Ilha Murray, Austrália |
| Austrália               | Queensland Nova Gales do Sul Victoria |
| Estreito de Bass        | |
| Austrália               | Ilha King, Tasmânia |
| Oceano Índico           | |
| Oceano Antártico        | |
| Antártida               | Território Antártico Australiano, reclamado pela Austrália |